# Équipe cycliste Electro Hiper Europa
L'équipe Electro Hiper Europa est une équipe cycliste continentale espagnole, active entre 2021 et 2023. Elle est créée avec une licence argentine, puis court sous licence colombienne en 2022.

## Histoire de l'équipe
L'équipe débute en 2021 sous le patronage de l'entreprise d'appareils électroménagers Electro Hiper Europa, participant aux circuits continentaux UCI sous licence argentine. Cependant son siège est installé dans la municipalité de Cervera del Maestre, Communauté valencienne, sous la direction sportive de l'ancien cycliste professionnel espagnol Rafael Casero.
En 2022, la formation passe un accord avec la Ligue cycliste de Caldas et passe sous licence colombienne dans la catégorie Continentale. Elle participe pendant la majeure partie de la saison à des épreuves en Europe.
En 2023, elle court avec une licence espagnole. À l'issue de la saison, la structure fusionne avec l'équipe amateure majorquine Arabay Vas Team dans le but de créer une structure cycliste professionnelle unique. La nouvelle équipe continentale est nommée Illes Balears Arabay Cycling en 2024. Elle est basée à Majorque et comprend des cyclistes des deux structures,. 

## Classements UCI
L'équipe participe aux épreuves des circuits continentaux et en particulier de l'UCI Europe Tour. Les tableaux ci-dessous présentent les classements de l'équipe sur les différents circuits, ainsi que son meilleur coureur au classement individuel.
UCI America Tour
| UCI America Tour | UCI America Tour       | UCI America Tour                          | UCI America Tour |
| Année            | Classement par équipes | Meilleur coureur au classement individuel |                  |
| ---------------- | ---------------------- | ----------------------------------------- | ---------------- |
| 2021             | 14e                    | -                                         |                  |
| 2022             | 17e                    | Carlos Andrés Ospina (86e)                |                  |
|                  |                        |                                           |                  |
| Source : UCI     |                        |                                           |                  |

UCI Europe Tour
| UCI Europe Tour | UCI Europe Tour        | UCI Europe Tour                           | UCI Europe Tour |
| Année           | Classement par équipes | Meilleur coureur au classement individuel |                 |
| --------------- | ---------------------- | ----------------------------------------- | --------------- |
| 2021            | -                      | Óscar Pelegrí (609e)                      |                 |
| 2022            | -                      | Pablo Alonso Montes (1146e)               |                 |
| 2023            | 65e                    | Alex Molenaar (452e)                      |                 |
|                 |                        |                                           |                 |
| Source : UCI    |                        |                                           |                 |

L'équipe est également classée au Classement mondial UCI qui prend en compte toutes les épreuves UCI et concerne toutes les équipes UCI.
| Classement mondial | Classement mondial     | Classement mondial                        | Classement mondial |
| Année              | Classement par équipes | Meilleur coureur au classement individuel |                    |
| ------------------ | ---------------------- | ----------------------------------------- | ------------------ |
| 2021               | 137e                   | Óscar Pelegrí (778e)                      |                    |
| 2022               | 151e                   | Carlos Andrés Ospina (866e)               |                    |
| 2023               | 121e                   | Alex Molenaar (608e)                      |                    |
|                    |                        |                                           |                    |
| Source : UCI       |                        |                                           |                    |

## Electro Hiper Europa en 2023
| Coureur              | Date de naissance | Nationalité | Équipe 2022                   | Équipe 2024                            |
| -------------------- | ----------------- | ----------- | ----------------------------- | -------------------------------------- |
| Joan Martí Bennassar | 30/05/1999        | Espagne     | Manuela Fundación Continental | CCL-Matdiver-Anastácio Mendes & Mendes |
| Xavier Cañellas      | 16/03/1997        | Espagne     | Java Kiwi Atlántico           | Euskaltel-Euskadi                      |
| Mateu Estelrich      | 02/08/2001        | Espagne     | Electro Hiper Europa-Caldas   | Equipo Essax                           |
| José Luis Faura      | 15/09/2000        | Espagne     | Néo-professionnel             | Club Ciclista Padronés-Cortizo         |
| José María García    | 17/11/1998        | Espagne     | Electro Hiper Europa-Caldas   | Illes Balears Arabay Cycling           |
| Lucas Lopes          | 10/04/2003        | Portugal    | Néo-professionnel             | Supermercados Froiz                    |
| José María Martín    | 04/02/2001        | Espagne     | Burgos-BH (stagiaire)         | CCL-Matdiver-Anastácio Mendes & Mendes |
| Víctor Martínez      | 28/01/1985        | Espagne     | Electro Hiper Europa (2021)   | Sidi Ali-Unlock                        |
| Alex Molenaar        | 13/07/1999        | Pays-Bas    | Burgos-BH                     | Illes Balears Arabay Cycling           |
| Alejandro Ropero     | 17/04/1998        | Espagne     | Eolo-Kometa                   | Gomur-Cantabria Infinita               |
| Andrew Vollmer       | 05/09/2000        | États-Unis  | Aevolo (2019)                 | Illes Balears Arabay Cycling           |